# عمه ۴۲۰
عمه ۴۲۰ (به هندی: Chachi 420) ، یا عمه حقه‌باز فیلمی محصول سال ۱۹۹۷ و به کارگردانی کمال حسن است. در این فیلم بازیگرانی همچون کمال حسن، آمریش پوری، اوم پوری، تابو، جانی واکر، عایشا جولکا، نثار، فاطمه ثنا شیخ، پارش راوال، راجندرانات زوتشی ایفای نقش کرده‌اند.این فیلم بازسازی فیلم آمریکایی خانم داوت‌فایر است.
به خاطر فیلم آقای ۴۲۰ معمولاً به افراد حقه‌باز در هند ۴۲۰ هم می‌گویند.